# Temperamento mesotônico

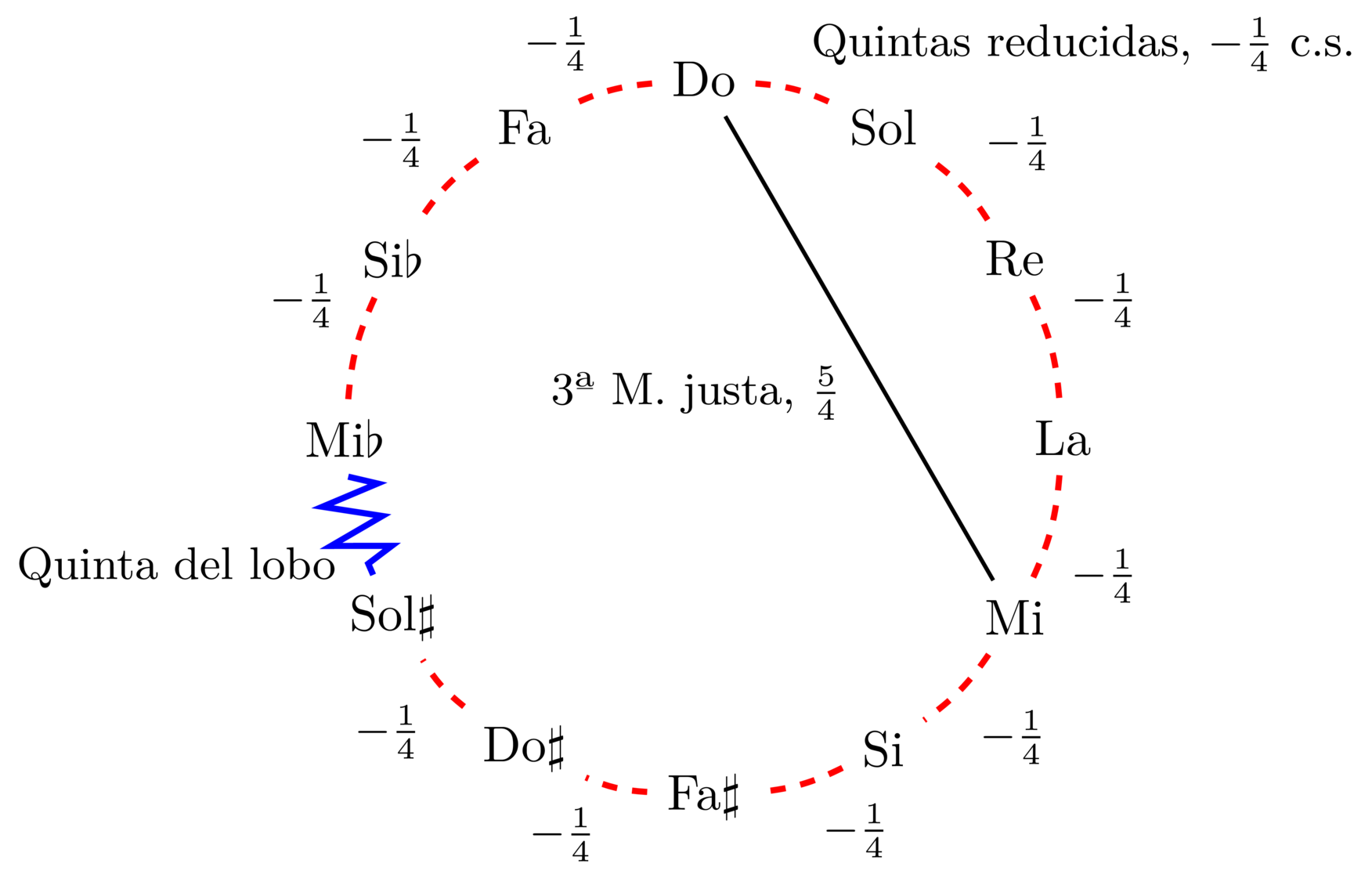
Diagrama mostrando as doze notas de um teclado, relacionadas entre si por meio de quintas reduzidas por uma vírgula sintônica de um quarto. Apresenta uma quinta especial, na cor azul, que é maior que a quinta justa. No sistema mesotônico representado, todas as terças maiores que compreendem quatro quintas são terças justas 5/4. A diferença entre esta terça justa e o dítono pitagórico, formado por quatro quintas justas, seria uma vírgula sintônica, mas esta vírgula foi distribuída entre as quatro quintas, na proporção de uma vírgula de um quarto em cada uma, o que dá origem às terças justas.

Temperamento mesotónico (no Brasil: mesotônico) é um temperamento musical, ou seja, um sistema de afinação. De modo geral, é construído da mesma forma que o temperamento pitagórico, como uma sucessão de quintas justas.  A diferença é que no temperamento mesotônico, o intervalo de quinta justa é estreitado pelo mesmo valor (ou, equivalentemente, o intervalo de quarta justa alargado) em relação à sua entonação justa.  O temperamento mesotônico:
- gera todos os intervalos diferentes da oitava por meio de quintas justas temperadas;
- perfaz o temperamento da coma sintônica em direção ao uníssono.

A forma mais conhecida e utilizada deste temperamento é o temperamento mesotônico de quarto de coma, e a expressão mais simples temperamento mesotônico é frequentemente utilizada neste sentido.